# The Civilization Blaster
The Civilization Blaster (絶園のテンペスト, Zetsuen no Tempest) est un shōnen manga scénarisé par Kyo Shirodaira et illustré par Arihide Sano et Ren Saizaki (ja). Il est prépublié dans le magazine Monthly Shōnen Gangan de l'éditeur Square Enix entre juillet 2009 et mars 2013, et compilé en un total de dix tomes. Une série dérivée de cinq chapitres a également vu le jour et est disponible dans le dixième volume. La version française a été éditée par Kurokawa.
Une adaptation en anime de 24 épisodes réalisée par le studio Bones est diffusée au Japon entre octobre 2012 et mars 2013.

## Synopsis
Yoshino Takigawa et Mahiro Fuwa, amis malgré leur différence de caractère et leur tempérament solitaire, voient leur vie bouleversée le jour où la sœur adoptive de Mahiro, Aika Fuwa, est retrouvée assassinée dans des circonstances mystérieuses. Après avoir disparu sans laisser de traces, Mahiro réapparaît doté de pouvoirs magiques, sauvant Yoshino d'une obscure organisation para-gouvernementale enquêtant sur la « maladie du fer » qui transforme en métal les êtres vivants inspirant les particules émises par de gigantesques fruits. Les deux lycéens parviennent à communiquer à distance avec une puissante sorcière, Hakaze Kusaribe, privée de ses pouvoirs sur une île déserte à la suite d'un complot fomenté par son propre clan qui tente de faire revenir à la vie « l'Arbre de la Destruction », trahissant ainsi « l'Arbre des Origines », le protecteur d'Hakaze, qu'ils sont censés servir. Lorsque cette dernière leur révèle que le crime est peut-être lié à ce rituel de résurrection, Mahiro et Yoshino partent à la recherche de « l'Arbre de la Destruction » afin de sauver le monde, et découvrir l'identité du meurtrier d'Aika.

## Personnages

### Personnages principaux
Yoshino Takigawa (滝川 吉野, Takigawa Yoshino)
Mahiro Fuwa (不破 真広, Fuwa Mahiro)
Hakaze Kusaribe (鎖部 葉風, Kusaribe Hakaze)
Aika Fuwa (不破 愛花, Fuwa Aika)

### Clan Kusaribe
Samon Kusaribe (鎖部 左門, Kusaribe Samon)
Natsumura Kusaribe (鎖部 夏村, Kusaribe Natsumura)
Tetsuma Kusaribe (鎖部 哲馬, Kusaribe Tetsuma)

### Autres personnages
Megumu Hanemura (羽村 めぐむ, Hanemura Megumu)
Evangeline Yamamoto (エヴァンジェリン·山本, Evanjerin Yamamoto)
Junichirou Hoshimura (星村 潤一郎, Hoshimura Junichirō)
Takumi Hayakawa (早河 巧, Hayakawa Takumi)

## Parallèles avec l'œuvre de William Shakespeare
L'auteur évoque à plusieurs reprises le théâtre de William Shakespeare ; les personnages, notamment Aika Fuwa, Mahiro Fuwa et Yoshino Takigawa, sont présentés comme de grands amateurs de sa littérature et illustrent régulièrement leurs propos de citations littérales des passages les plus célèbres, répétés comme un leitmotiv tout au long de l'histoire pour constituer une sorte de métaphore filée entre les intrigues Shakespeariennes et leurs propres péripéties.
Il est possible de relever de nombreuses allusions à La Tempête, une des dernières pièces du dramaturge anglais, dont le titre est repris textuellement par celui du manga ainsi que certains éléments de l'intrigue qui y font explicitement référence. Hakaze, par exemple, est une sorcière enfermée dans un tonneau sur une île déserte, situation pouvant évoquer une combinaison de différents personnages de La Tempête, principalement d'Ariel, un esprit emprisonné sur une île déserte et de Prospero, le mage qui le délivre.
Cette pièce, considérée comme une comédie car elle offre l'apparence d'un dénouement heureux est présentée comme l'antithèse d'une autre œuvre célèbre de Shakespeare, Hamlet, dont les personnages cherchent à éviter le dénouement tragique. Des passages de cette dernière pièce sont cités explicitement à de nombreuses reprises.

« Le temps est disloqué. Ô destin maudit,

Pourquoi suis-je né pour le remettre en place ! »

## Manga
La série écrite par Kyo Shirodaira et dessinée par Arihide Sano et Ren Saizaki est publiée entre le 11 juillet 2009 et le 12 mars 2013 dans le magazine Monthly Shōnen Gangan de l'éditeur Square Enix. Une série dérivée de cinq chapitres a également vu le jour en 2013.
La version française est éditée par Kurokawa en dix volumes sortis entre septembre 2011 et mai 2014

### Liste des volumes
| no | Japonais          | Japonais          | Français         | Français          |
| no | Date de sortie    | ISBN              | Date de sortie   | ISBN              |
| -- | ----------------- | ----------------- | ---------------- | ----------------- |
| 1  | 22 février 2010   | 978-4-7575-2795-9 | 8 septembre 2011 | 978-2-351-42672-2 |
| 2  | 22 juillet 2010   | 978-4-7575-2935-9 | 13 octobre 2011  | 978-2-351-42673-9 |
| 3  | 22 décembre 2010  | 978-4-7575-3087-4 | 12 janvier 2012  | 978-2-351-42674-6 |
| 4  | 22 août 2011      | 978-4-7575-3253-3 | 14 juin 2012     | 978-2-351-42772-9 |
| 5  | 22 novembre 2011  | 978-4-7575-3409-4 | 11 octobre 2012  | 978-2-351-42802-3 |
| 6  | 12 mai 2012       | 978-4-7575-3589-3 | 14 février 2013  | 978-2-351-42861-0 |
| 7  | 22 septembre 2012 | 978-4-7575-3724-8 | 13 juin 2013     | 978-2-351-42880-1 |
| 8  | 22 janvier 2013   | 978-4-7575-3852-8 | 14 novembre 2013 | 978-2-351-42931-0 |
| 9  | 22 mai 2013       | 978-4-7575-3961-7 | 13 février 2014  | 978-2-351-42956-3 |
| 10 | 22 novembre 2013  | 978-4-7575-4127-6 | 15 mai 2014      | 978-2-368-52011-6 |

## Anime
L'anime compte 24 épisodes au total. Il a été produit par le studio Bones entre octobre 2012 et mars 2013 et diffusé sur les chaînes télévisées MBS, TBS et CBC. Il a été diffusé en version anglophone en streaming par Crunchyroll. Il est licencié en Amérique du Nord par Aniplex USA, par Madman Entertainment en Australie, et par Docomo d animestore en France.
Les épisodes 1 à 12 ont pour opening Spirit Inspiration de Nothing's Carved in Stone et pour ending happy endings de Kana Hanazawa ; les épisodes 14 à 24 ont pour opening Daisuki na no ni de Kylee et pour ending Boku-tachi no Uta de Tomohisa Sakō.

### Liste des épisodes
| No | Titre français                                     | Titre japonais                           | Titre japonais                                   | Date de 1re diffusion |
| No | Titre français                                     | Kanji                                    | Rōmaji                                           | Date de 1re diffusion |
| -- | -------------------------------------------------- | ---------------------------------------- | ------------------------------------------------ | --------------------- |
| 01 | La sorcière dans le tonneau                        | 魔法使いは、樽の中                       | Mahoutsukai ha, Taru no Naka                     | 4 octobre 2012        |
| 02 | La jeune fille était très belle, dit le garçon     | 彼女はとてもきれいだった、と少年は言った | Kanojo wa Totemo Kirei Datta, to Shounen wa Itta | 11 octobre 2012       |
| 03 | Il y a des choses dont même la magie est incapable | できないことは、魔法にもある             | Dekinai Koto Wa, Mahou Ni Mo Aru                 | 18 octobre 2012       |
| 04 | Le duo maudit                                      | 罰あたり、ふたり                         | Batsu-atari, Futari                              | 25 octobre 2012       |
| 05 | Tout arrive pour une bonne raison                  | 全てのことには、わけがある               | Subete no Koto ni wa, Wake ga Aru                | 1er novembre 2012     |
| 06 | L’incohérence du squelette                         | 矛盾する、頭蓋                           | Mujun Suru, Tōgai                                | 8 novembre 2012       |
| 07 | Premier baiser                                     | ファースト • キス                        | Fasuto Kisu                                      | 15 novembre 2012      |
| 08 | Le moment de supprimer la princesse                | 魔女を断つ、時間                         | Majo wo Tatsu, Jikan                             | 22 novembre 2012      |
| 09 | Petit ami                                          | 彼氏                                     | Kareshi                                          | 29 novembre 2012      |
| 10 | Comment faire une machine à voyager dans le temps  | タイムマシンのつくり方                   | Taimu Mashin no Tsukurikata                      | 6 décembre 2012       |
| 11 | La fille du temps                                  | 時の娘                                   | Toki no Musume                                   | 13 décembre 2012      |
| 12 | L’absence lors d'un moment de bonheur              | しばし天の祝福より遠ざかり･･････         | Shibashi ten no Shukufuku yori Toozakari......   | 20 décembre 2012      |
| 13 | Le sens des rêves                                  | 夢の理                                   | Yume no Kotowari                                 | 10 janvier 2013       |
| 14 | Joyeuse nouvelle année                             | あけましておめでとう                     | Akemashite Omedetou                              | 17 janvier 2013       |
| 15 | On dirait que tu prépares quelque chose            | 何やら企んでいるようであり               | Naniyara Takurande iru Yōdeari                   | 24 janvier 2013       |
| 16 | L’apparition errante                               | 徘徊する亡霊                             | Haikai suru Bōrei                                | 31 janvier 2013       |
| 17 | La neige marine                                    | マリンスノー                             | Marinsunō                                        | 7 février 2013        |
| 18 | La princesse dansante                              | 舞姫                                     | Maihime                                          | 14 février 2013       |
| 19 | L’objet du désir                                   | 願ったものは                             | Negatta Mono wa                                  | 21 février 2013       |
| 20 | Une tragédie (À cause de qui ?)                    | フーダニット （誰がやったか）            | Fūdanitto (Dare ga Yatta ka)                     | 28 février 2013       |
| 21 | Femme fatale                                       | ファム•ファタール （運命の女）           | Famu Fatāru (Unmei no Onna)                      | 7 mars 2013           |
| 22 | Aïka Fuwa                                          | 不破愛花                                 | Fuwa Aika                                        | 14 mars 2013          |
| 23 | La bataille de la Genèse                           | はじまりの戦い                           | Hajimari no Tatakai                              | 21 mars 2013          |
| 24 | À chacun sa propre histoire                        | それぞれの物語                           | Sorezore no Monogatari                           | 28 mars 2013          |

### Doublage
| Personnages      | Personnages      | Voix japonaises    |
| ---------------- | ---------------- | ------------------ |
| Yoshino Takigawa | Yoshino Takigawa | Koki Uchiyama      |
| Mahiro Fuwa      | Mahiro Fuwa      | Toshiyuki Toyonaga |
| Hakaze Kusaribe  | Hakaze Kusaribe  | Miyuki Sawashiro   |
| Aika Fuwa        | Aika Fuwa        | Kana Hanazawa      |

## Produits dérivés
Deux guidebook sont sortis au Japon : le premier nommé 8.5 est sorti le 22 janvier 2013 au Japon et le second nommé 9.5 le 22 novembre 2013. Un artbook basé sur la série télévisée est également sorti à cette date.